# Simon Newcomb
Pour les articles homonymes, voir Newcomb.
Simon Newcomb, né le 12 mars 1835 à Wallace (Nouvelle-Écosse, Canada) et mort le 11 juillet 1909 à Washington DC, est un astronome, mathématicien, économiste et statisticien américain d'origine canadienne, éditeur de l'American Journal of Mathematics (1885-1900) et auteur d'un roman de science-fiction.

## Biographie
Fils d'Emily Prince et de John Burton Newcomb, un enseignant itinérant, Simon Newcomb étudie les mathématiques et la physique en autodidacte, il se finance en enseignant avant de devenir calculateur au Nautical Almanac Office à Cambridge (Massachusetts) en 1857. À la même époque, il étudie à la Lawrence Scientific School de l'université Harvard et obtient son premier diplôme en 1858.
En prélude à la guerre de Sécession, de nombreux membres de l'US Navy de sympathies confédérées quittent le service, et Newcomb obtient ainsi en 1861 un poste de mathématicien et d'astronome à l'United States Naval Observatory à Washington. Newcomb travaille sur la mesure de la position des planètes comme une aide à la navigation et s'intéresse de plus en plus aux théories du mouvement des planètes.
À l'époque où Newcomb visite Paris en 1870, il sait déjà que les tables des positions lunaires calculés par Peter Andreas Hansen contiennent des erreurs. Il se rend compte qu'il existe à l'observatoire de Paris, outre les données utilisées par Hansen entre 1750 et 1838, des données remontant à 1672. Sa visite, perturbée par la défaite de Napoléon III dans la guerre franco-prussienne de 1870 et le coup d'État, ne lui permet cependant pas de les analyser. Il réussit à s'échapper pendant les émeutes qui précèdent la Commune. Il lui est alors possible d'utiliser les « nouvelles » données pour corriger les tables.
On lui offre la direction de l'Harvard College Observatory en 1875, mais il refuse, préférant se consacrer aux mathématiques plutôt qu'à l'observation.
En 1877, il devient directeur du Nautical Almanac Office, où, assisté par George William Hill, il lance un programme de recalcul des principales constantes astronomiques et devient professeur de mathématiques et d'astronomie à l'université Johns-Hopkins. Il conçoit avec Arthur Matthew Weld Downing (en) un plan pour résoudre les divergences entre les valeurs de ces constantes. En mai 1896, il participe à une conférence à Paris, où le consensus international est que tous les éphémérides doivent être basés sur ceux calculés par Newcomb. Une autre conférence dans les années 1950 confirme les constantes de Newcomb en tant que norme internationale.
En 1878, Newcomb entreprend des travaux en vue de déterminer plus précisément la vitesse de la lumière, nécessaire pour la détermination de nombreuses constantes astronomiques. Il a déjà commencé à affiner la méthode utilisée par Léon Foucault lorsqu'il reçoit une lettre du jeune officier de marine et physicien Albert Michelson, qui lui aussi commence à expérimenter pour obtenir une valeur précise de cette constante. En 1880, Michelson assiste aux premières mesures de Newcomb avec des instruments situés à Fort Myer (en) et l'observatoire naval des États-Unis, situé alors près du Potomac. Michelson continue de son côté ses mesures entre l'observatoire et le Washington Monument, tandis que Newcomb en entreprend une deuxième série. Michelson publie ses premiers résultats en 1880, mais ils diffèrent sensiblement de ceux de Newcomb. En 1883, Michelson les révise et établit des valeurs plus proches de celles de Newcomb.
En 1881, Newcomb découvre le principe statistique connu sous le nom de loi de Benford, en s'apercevant que les premières pages des tables logarithmiques sont plus usées que les pages suivantes. Ceci le conduit à formuler le principe que pour toute liste de nombres prise dans un ensemble de données arbitraires, davantage de nombres tendent à avoir leur premier chiffre égal à un.
En 1882, Newcomb détermine précisément l'avance du périhélie de Mercure et propose pour l'expliquer de modifier la loi de gravitation de Newton de telle sorte que son intensité soit proportionnelle à {\displaystyle {\frac {1}{r^{2,0000001574}}}} et non à {\displaystyle {\frac {1}{r^{2}}}} (où {\displaystyle r} est la distance séparant les corps en interaction) : il est montré en 1903 que cela perturberait grandement l'orbite de la Lune et le problème ne sera résolu qu'en 1915 par Albert Einstein. Cette modification de la gravité newtonienne lui permettait aussi d'expliquer des irrégularités fines des orbites de Vénus et de Mars qu'il avait également découverts et qui trouveront finalement une explication dans le cadre de la mécanique newtonienne en 1929.
En 1891, Seth Carlo Chandler découvre une variation de la latitude d'une périodicité de 433 jours, connue de nos jours sous le nom de mouvement de Chandler. Vers 1765, Leonhard Euler avait prédit ce déplacement du pôle, mais avec une période de 305 jours. Sa théorie était basée sur l'idée d'un corps parfaitement rigide, alors que la Terre est légèrement élastique. Newcomb estime cette rigidité comme étant légèrement supérieure à celle de l'acier et arrive ainsi à réconcilier le conflit entre les observations et la théorie.
Newcomb est un autodidacte et polymathe. Ses Principles of political economy (1885) ont été qualifiés par John Maynard Keynes comme « un de ces ouvrages qu'un esprit scientifique original, qui n'a pas été perverti par de trop nombreuses lectures académiques, peut produire dans un domaine encore à moitié formé comme l'économie ». Newcomb parle français, allemand, italien et suédois. Il est également alpiniste. Il lit beaucoup et publie plusieurs ouvrages de vulgarisation scientifique ainsi qu'un roman de science-fiction, His wisdom the defender (1900).

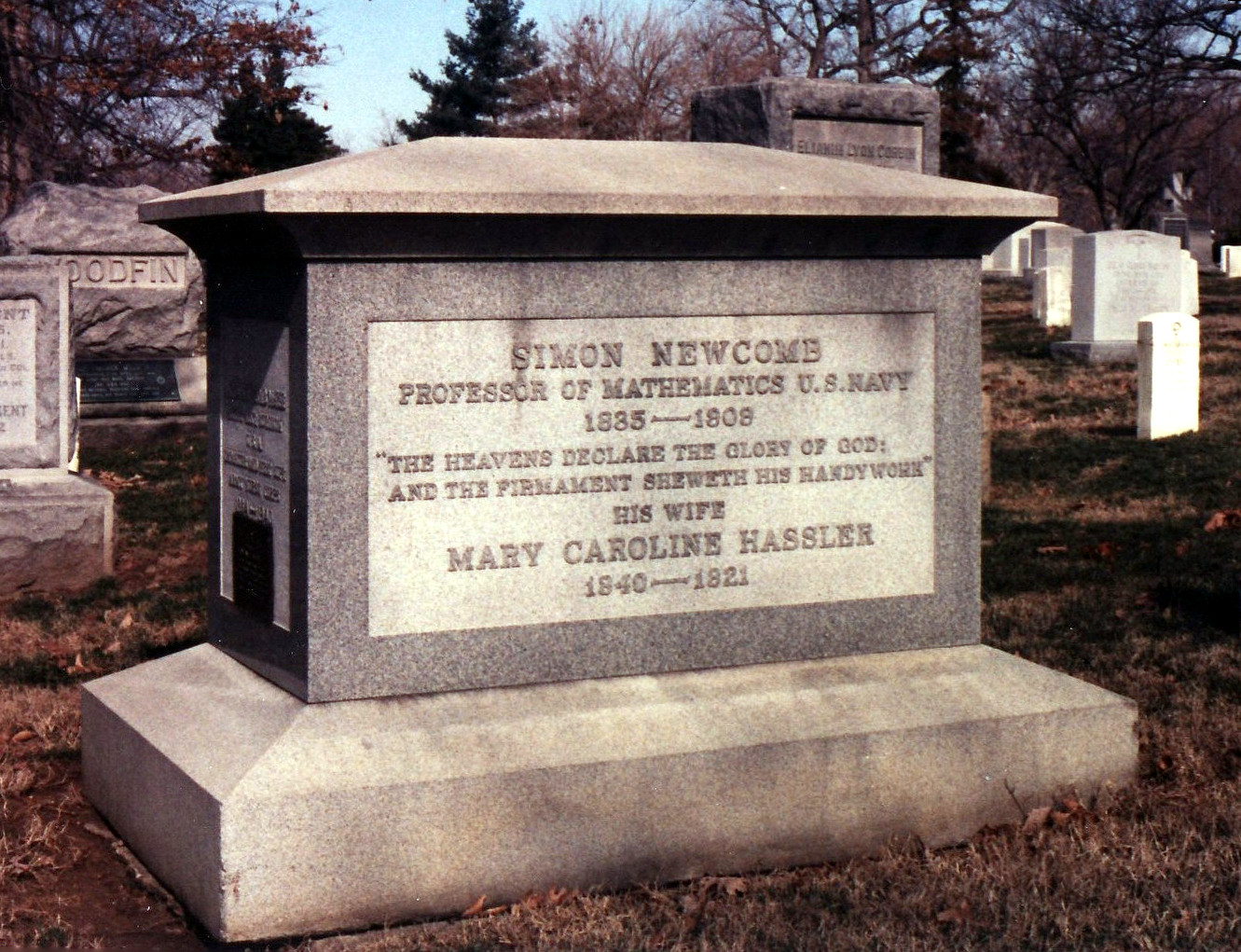
Tombe de Newcomb au cimetière d'Arlington.

Newcomb meurt à Washington d'un cancer de la vessie et est inhumé avec les honneurs au cimetière national d'Arlington. Le président William Howard Taft assiste à son enterrement.
Il a souvent été dit que Newcomb aurait déclaré qu'il est impossible pour un objet plus lourd que l'air de voler alors qu'il a en fait critiqué les travaux de Samuel Pierpont Langley, qui pensait qu'un avion pouvait être motorisé par une machine à vapeur. Newcomb considérait que si les objets plus lourds que l'air pouvaient voler, la puissance développée par une machine à vapeur par rapport à son poids rendrait son utilisation plus que problématique. « Il est probable que le vingtième siècle est destiné à voir les forces naturelles qui nous permettront de voler de continent à continent avec une vitesse excédant largement celle des oiseaux. Mais quand on se demande si le vol aérien est possible, dans l'état de nos connaissances, avec les matériaux que nous connaissons, une combinaison d'acier, de toiles et de vapeur, la réponse est tout à fait différente. »

## Honneurs
- Membre et titulaire de plusieurs postes à la National Academy of Sciences (1869)
- Médaille d'or de la Royal Astronomical Society (1874)
- Membre de la Royal Society (1877)
- Médaille Huygens de la Haarlem Academy of Sciences (1878)
- Médaille Copley de la Royal Society (1890)
- Chevalier de la Légion d'honneur (1893)
- Président de la Société américaine de mathématiques (1897-1898)
- Médaille Bruce de la Société astronomique du Pacifique (1898)
- Membre fondateur et premier président de l'American Astronomical Society (1899-1905)
- Docteur honoris causa de l'université Jagellonne (1900)[2]
- L'astéroïde (855) Newcombia porte son nom, ainsi que le cratère Newcomb sur la Lune

## Publications
- Note on the frequency of use of the different digits in natural numbers, 1881
- (avec Edward S. Holden) Astronomy for schools and colleges, 1880
- (en) Popular astronomy, New York, Harper & Brothers, 1887 (lire en ligne)
- Elements of astronomy, 1890
- His wisdom the defender, 1900 (science-fiction) — W. W. Campbell, Recension.
- The stars, 1901
- Astronomy for everyone, 1903
- The reminiscences of an astronomer, 1903 (autobiographie)
- Compendium of spherical astronomy, 1906